# Hsu Chieh-yu
Hsu Chieh-yu (Chinees: 許絜瑜) (14 januari 1992) is een tennisspeelster uit Taiwan.
Tussen 2017 en 2019 nam Hsu Chieh-yu 8 maal voor Chinees Taipei deel aan de Fed Cup.